# خرمال بوليفي
خرمال بوليفي (الاسم العلمي: Diospyros boliviana) هو نوع من النباتات يتبع جنس الخرمال من الفصيلة الأبنوسية.